# Miniscardia minimella
Miniscardia minimella är en fjärilsart som beskrevs av August Busck 1914. Miniscardia minimella ingår i släktet Miniscardia och familjen äkta malar.
Artens utbredningsområde är Panama. Inga underarter finns listade i Catalogue of Life.